# 1550

## Събития
- 7 февруари – Юлий III става римокатолически папа.
- Първата книга на словенски Абецедар, написана от протестантския реформатор Примож Трубар, излиза от печат в Тюбинген, Германия.
- Нострадамус пише първия си алманах.
- Густав Васа основава днешната финландска столица Хелзинки.

## Родени
- Вилем Баренц, нидерландски мореплавател
- 27 юни – Шарл IX, крал на Франция
- 27 юни – Шарл IX, крал на Франция
- 17 септември – Папа Павел V
- 4 октомври – Карл IX, крал на Швеция
- Джон Нейпир, шотландски математик

## Починали
- 20 май – Ашикага Йошихару, японски шогун